# داستان یوکوبوف
داستان یوکوبوف (انگلیسی: Doston Yokubov؛ زادهٔ ۵ آوریل ۱۹۹۵) وزنه‌بردار اهل ازبکستان است.
وی در مسابقات کشوری و بین‌المللی در مجموع برندهٔ ۱ مدال برنز شده‌است.